# Kigoma (vùng)
Kigoma là một vùng của Tanzania, giáp các tỉnh Cankuzo, Ruyigi, Rutana, Makamba của Burundi và hồ Tanganyika. Thủ phủ của vùng Kigoma đóng tại Kigoma. Vùng Kigoma có diện tích 37037 ki lô mét vuông. Đến thời điểm điều tra dân số ngày 25 tháng 8 năm 2002, vùng Kigoma có dân số 1679109 người.